# Jovellanos (Cuba)
Jovellanos es un municipio perteneciente a la provincia de Matanzas, en Cuba. El municipio tiene una superficie de aproximadamente 503 km² y está formado por 12 consejos populares y cuenta con 58 123 habitantes.

## Topografía
El terreno en este municipio es llano, forma parte de la gran Llanura de Colón. Su río principal es el Macurijes y tiene varios arroyos.

## Historia
El primer asentamiento en este lugar fue en el emplazamiento de un antiguo corral llamado Bemba, conociéndose registros que datan de 1842. En 1849 se estableció en ella una fundición para la construcción de utensilios y piezas para las maquinarias de los ingenios y esta industria fomentó al pueblo en gran manera hasta alcanzar por ese año sus 500 habitantes y 59 viviendas, con un aumento sobre el año 1846 de más de 400 vecinos. En 1870 tomó su nombre actual en honor del escritor español Gaspar Melchor de Jovellanos, adquiriendo ese mismo año el estatus de villa. El 26 de febrero de 1866 se creó su ayuntamiento.
Jovellanos llegó a ser una ciudad industrial en grado sumo, dada la relatividad de su importancia. El espíritu y la iniciativa de sus habitantes le permitió superar a muchas otras de mayor volumen de población en vida e intensidad.
Jovellanos llegó a convertirse en un pueblo industrial de relativa importancia con pequeñas y medianas empresas y factorías. Entre ellas la Empresa de Producción de Perfumería y Jabonería "Gravi"; una de las más importantes en su campo en el país. Existían talleres de maquinaria y fundición, planta eléctrica, acueducto, varias fábricas pequeñas y establecimientos industriales, junto a un activo comercio y a una rica vida agrícola. En cuanto a urbanismo poseía parques y plazas públicas, mercado, teatro, sociedades de cultura y de recreo, en suma, una ciudad modelo y ejemplarmente cubana.
Hacia la última década del pasado siglo el municipio contaba con cuatro fábricas de producción de azúcar de caña. Actualmente todas han sido paralizadas como parte de un programa del gobierno cubano para afrontar la crisis financiera y recuperar las pérdidas ocasionadas por la baja producción y altos costos de estas instalaciones azucareras.